# Max von Pauer

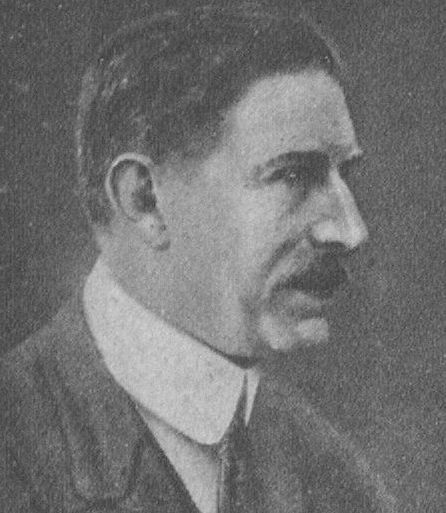
Max von Pauer, um 1924

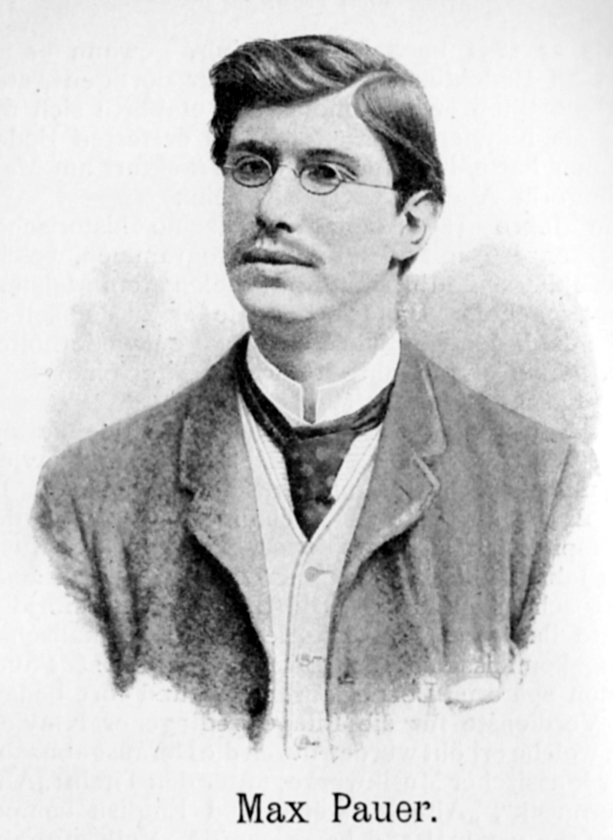
Max von Pauer

Max von Pauer (* 31. Oktober 1866 in London; † 12. Mai 1945 in Jugenheim) war ein deutscher Pianist und Musikpädagoge. 

## Leben
Pauer wurde 1866 in London als Sohn des Pianisten Ernst Pauer und dessen Frau Ernestine Pauer, geb. Andreae, geboren. Er studierte bis 1885 Klavier bei seinem Vater an der Royal Academy of Music zusammen mit Eugen d’Albert, seit 1885 Komposition bei Vincenz Lachner am Großherzoglichen Konservatorium in Karlsruhe. Von 1887 bis 1897 unterrichtete er am Konservatorium Köln und von 1897 bis 1924 am Königlichen Konservatorium für Musik Stuttgart. Im Jahr 1908 wurde er als Nachfolger von Samuel de Lange Direktor der Institution, für seine Verdienste wurde er von König Wilhelm II. von Württemberg geadelt. 1920 gestaltete er das Konservatorium zur modernen Musikhochschule um. Von 1924 bis 1932 leitete er das Landeskonservatorium der Musik zu Leipzig. 1933 bis 1934 war er Direktor der städtischen Musik-Hochschule in Mannheim.
Im Frühjahr 1917, mitten im Ersten Weltkrieg, unternahm er mit der Violinistin Melanie Michaelis eine Deutschlandtournee, u. a. nach Berlin und Freiberg. Er war ein Pianist von Weltgeltung, der großen Wert auf die Werktreue legte und wie sein Vater zahlreiche Werke in Bearbeitungen herausgab.

### Kompositionen
- Rhapsodie pour piano, Op. 3. Augener & Co, London 1887.
- 7 Stücke in Walzer- und Ländlerform, Op. 5.
- Rire de Fantômes, Op. 6.
- Miniaturen, Op. 7. 1895
- 5 Clavierstücke, Op. 8, ca. 1895
- Allotria, Op. 9
- Walzer, Op. 10, 1895
- Spezialetüden, Op. 11
- Walzer, Op. 12

### Editionen
- Die Weihe der Töne. „The Consecration of Sound.“ Symphony for orchestra by Louis Spohr. Arranged for pianoforte duet by Max Pauer. Augener & Co, London 1890.
- Album Classique pour piano à quatre mains, revu par M. Pauer. Augener & Co, London 1894.
- The British Guards. Quick Step, [arranged for] two pianofortes – 8 hands – by M. Pauer. Augener & Co, London 1894.
- Aus Wagners Opern: vierzehn Bearbeitungen für Klavier zu 2 Händen von Franz Liszt. Neuausg. von Max Pauer.  Litolff, Braunschweig ca. 1900.
- Robert Schumann: Klavier-Werke. Neu-Ausgabe von Max Pauer, 6 Bände, Edition Schott (Band III: Edition Schott Nr. 53, erschienen 1921, die anderen Bände sind noch nicht ermittelt).
- Sonaten für Klavier zu zwei Händen (Beethoven), 3 Bände, Leipzig, Peters 1927, Edition Peters 1801a-c.
- Klavier-Werke. Pianoforte works (Franz Schubert) herausgegeben von Max Pauer. Breitkopf & Härtel, Leipzig 1928.
- Aus der Werkstatt eines Pianisten: fingertechnische Studien. Litolff, Braunschweig 1937.
- Sonaten für Klavier zu zwei Händen (Ludwig van Beethoven) herausgegeben von Max Pauer; nach den Quellen neu durchgesehen von Carl Adolf Martienssen. Peters, London 1979.

### Schriften
- Unser seltsames Ich. Lebensschau eines Künstlers. Engelhorn, Stuttgart 1942.
- Schönheitsanalyse der Beethovenschen Sonaten. Manuskript, 1944

## Dokumente
Briefe von Max von Pauer von 1906 bis 1941 befinden sich im Bestand des Leipziger Musikverlages C.F.Peters im Staatsarchiv Leipzig.

### Tondokumente
- 1928 nahm Pauer mit Mitgliedern des Gewandhaus-Quartetts Franz Schuberts Forellenquintett auf (Deutsche Grammophon Gesellschaft)

### Bedeutende Schüler
- John Petrie Dunn (1878–1931)
- Hans von Besele (1880–1963), Professor an der Württembergischen Hochschule für Musik
- Hilda Kocher-Klein (1894–1975), Komponistin, Pianistin
- Elsa Berner (1918–1989), argentinische Pianistin
- Branka Musulin (1917–1975), kroatische Pianistin und Professorin in Frankfurt